# Banco daycoval
Banco Daycoval S.A. é uma instituição financeira brasileira de médio porte, fundada em 1968, com sede em São Paulo. É especializada em crédito para empresas e atua também no varejo com empréstimos consignados, financiamento de veículos, câmbio e gestão de investimentos. O banco mantém perfil conservador de gestão e presença nacional, com 53 agências e mais de 250 pontos de atendimento em 21 estados e no Distrito Federal, além de uma agência em Grand Cayman, Ilhas Cayman.

## História
- 1952 – Fundação da Casa Bancária Salim A. Dayan no Líbano, dedicada a operações comerciais.[3]
- 1968 – Criação da Daycoval Distribuidora de Títulos e Valores Mobiliários (DTVM) em São Paulo.
- 1989 – Autorização para operar como banco múltiplo, com o nome atual.
- 2004 – Lançamento da marca Daycred (crédito consignado) e criação da Daycoval Asset Management.
- 2007 – Abertura de capital no Nível 1 de Governança Corporativa da B3, captando cerca de R$ 1 bilhão.
- 2008 – Estabelecimento da primeira agência internacional em Grand Cayman.
- 2015 – Aquisição do CIT Brasil, fortalecendo a atuação em leasing.
- 2024 – Aquisição da BMG Seguros e lançamento da Daycoval Corretora e da Conta Global.[4]
- 2025 – Conclusão da aquisição da Daycoval Seguros S.A., incorporando seguros corporativos ao portfólio.[5]

## Operações e produtos
- Crédito Corporativo: linhas para pequenas e médias empresas, operações de capital de giro e leasing.
- Consignado e Veículos: destaque para a carteira de consignado público (R$ 16,3 bilhões no 1T25) e financiamento de veículos (R$ 2,8 bilhões).[6]
- Câmbio: operações de turismo e comércio exterior, com agência internacional em Cayman.
- Gestão de Recursos: a Daycoval Asset administrava R$ 20,9 bilhões em março de 2025 e recebeu rating máximo MQ1.br da Moody’s Local Brasil.[7]
- Mercado de Capitais: R$ 6 bilhões em emissões via área de Debt Capital Markets no 1T25.
- Seguros: atuação em garantias, performance e fianças corporativas.
- Serviços Fiduciários: serviços completos para todos os tipos de fundos e carteiras administradas, além de custódia e representação legal para investidor não residente.

## Desempenho financeiro
Em 31 de março de 2025:
- Lucro líquido contábil: R$ 451,8 milhões (+22,8% em relação a mar/24).
- Lucro recorrente: R$ 473,1 milhões (+32,8% a/a), com ROAE recorrente de 26% – oitavo ano acima de 20%.
- Ativos totais: R$ 81,7 bilhões (+9,2% a/a).
- Carteira de crédito ampliada: R$ 62,2 bilhões (+12,8% a/a).
- Captação total: R$ 60,7 bilhões.
- Índice de Basileia III: 14,5%.[1]

Em 2024, o lucro recorrente foi de R$ 1,514 bilhão (+25,9% a/a), com ROAE de 22,4%.

## Governança
O banco segue as diretrizes do Instituto Brasileiro de Governança Corporativa (IBGC), com comitês de auditoria, riscos e sustentabilidade.

## Ratings
- Fitch Ratings: BB (escala global) e AA+(bra) (nacional), perspectivas estáveis.[9]
- Moody’s Global/Local: Ba1/AA+.br; a Moody’s Local Brasil atribuiu nota máxima MQ1.br à Daycoval Asset em 2025.

## Reconhecimento
- LinkedIn Top Companies 2025 – entre instituições com até 5 mil funcionários que mais promovem o crescimento profissional.
- Valor Econômico – Guia Grandes Grupos 2021 – entre os 20 maiores bancos do Brasil em receita e lucro.

## Controvérsias
Até julho de 2025, não há registros de controvérsias sobre o banco em fontes independentes.